# Giulio Haas
Giulio Haas (* 1956 in Domat/Ems; heimatberechtigt in Domat) ist ein Schweizer Diplomat.

## Leben
Er studierte an der Universität Bern und hat einen Doktortitel in Jurisprudenz. 1988 begann er, nach dem Absolvieren des Concours diplomatique, für das EDA zu arbeiten. Seine Stages absolvierte er in Genf bei den GATT-Verhandlungen, in Bangkok und Bern, 1990 wurde er zum diplomatischen Mitarbeiter der Sektion Völkerrecht bei der Direktion für Völkerrecht. 1994 wurde er erster Botschaftssekretär der Botschaft in Carcas, 1996 Chef der Sektion Politik und Institutionen des Integrationsbüros. Ab 2001 leitete er bis 2006 als Minister die Wirtschaftssektion der Botschaft in Washington.
Von 2008 bis 2013 war er für die mittlerweile aufgelöste und teilweise in die Bank Notenstein übergegangene Privatbank Wegelin & Co. tätig. 2013 bis 2017 war er akkreditierter Botschafter der Schweiz in Teheran, seither vertritt er die Schweiz in Spanien.